# 여자는 추억 속에 집을 짓는다
"여자는 추억 속에 집을 짓는다"는 1991년에 개봉한 대한민국의 영화이다.

## 캐스팅
- 유혜리 : 지숙 역
- 정승호 : 기현 역
- 박찬환 : 해일 역
- 서지은 : 경희 역
- 김일우 : 기현부 역
- 박영노 : 박 대리 역
- 김우빈 : 오 실장 역
- 김도은 : 가정부 역
- 조영이 : 여인 역
- 김정택 : 민 박사 역
- 이건우 : 미스터리 역
- 문철재 : 경관 역
- 김동현 : 어린 기현 역
- 석경화 : 여종업원 역